# Edwin O. Stanard

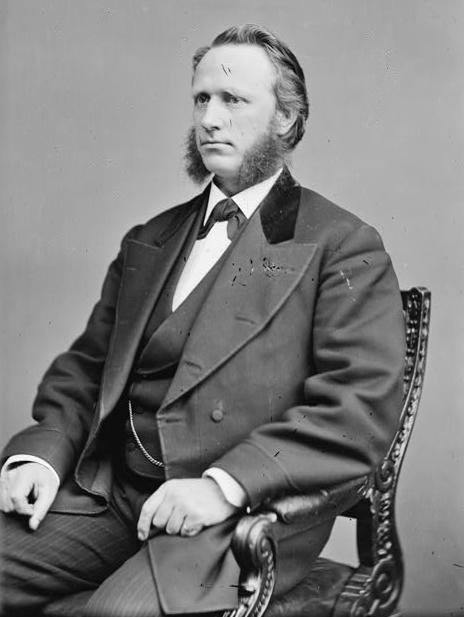
Edwin O. Stanard

Edwin Obed Stanard (* 5. Januar 1832 in Newport, New Hampshire; † 12. März 1914 in St. Louis, Missouri) war ein US-amerikanischer Politiker (Republikanische Partei), der den Bundesstaat Missouri im US-Repräsentantenhaus vertrat und von 1869 bis 1871 als dessen Vizegouverneur amtierte.
Edwin Stanard war vier Jahre alt, als seine Eltern mit ihm New Hampshire verließen. Die Familie siedelte sich im Iowa-Territorium an, wo er seine Schulbildung abschloss, ehe er 1853 nach St. Louis zog. Nachdem er eine Zeit lang als Lehrer in Illinois gearbeitet hatte, machte Stanard 1855 seinen Abschluss an der Handelsschule von St. Louis. Danach war er als Kommissionär tätig; später stieg er ins Müllergewerbe ein.
1868 wurde der Republikaner Stanard zum Vizegouverneur von Missouri gewählt; er war damit der Stellvertreter von Gouverneur Joseph W. McClurg. Ein Jahr nach dem Ende seiner Amtszeit erfolgte seine Wahl ins Repräsentantenhaus in Washington, dem er vom 4. März 1873 bis zum 3. März 1875 angehörte. Beim Versuch der Wiederwahl scheiterte er.
Stanard zog sich danach aus der Politik zurück und war bis zu seinem Tod im Jahr 1914 in der Mehlproduktion tätig.